# Malvern (Ohio)
Malvern es una villa ubicada en el condado de Carroll en el estado estadounidense de Ohio. En el Censo de 2010 tenía una población de 1189 habitantes y una densidad poblacional de 687,24 personas por km².

## Geografía
Malvern se encuentra ubicada en las coordenadas 40°41′23″N 81°10′54″O / 40.68972, -81.18167. Según la Oficina del Censo de los Estados Unidos, Malvern tiene una superficie total de 1.73 km², de la cual 1.73 km² corresponden a tierra firme y (0%) 0 km² es agua.

## Demografía
Según el censo de 2010, había 1189 personas residiendo en Malvern. La densidad de población era de 687,24 hab./km². De los 1189 habitantes, Malvern estaba compuesto por el 93.78% blancos, el 3.78% eran afroamericanos, el 0.34% eran amerindios, el 0.25% eran asiáticos, el 0% eran isleños del Pacífico, el 0.5% eran de otras razas y el 1.35% pertenecían a dos o más razas. Del total de la población el 2.19% eran hispanos o latinos de cualquier raza.